# آژانس بازسازی
آژانس بازسازی (به انگلیسی: The Reconstruction Agency) (به ژاپنی: 復興庁) آژانس دولتی ژاپن است که در ۱۰ فوریه ۲۰۱۲ برای هماهنگی حهت بازسازی مناطق پس از زمین‌لرزه و سونامی ۲۰۱۱ توهوکو و حادثه اتمی فوکوشیما ۱ تأسیس شده‌است.

طبق وبسایت رسمی، وظایف آزانس به این صورت است: 

1. برنامه‌ریزی، هماهنگی و اجرای سیاست ملی بازسازی
2. مسئولیت هماهنگی و برقراری تماس، کمک و غیره به ارگانهای عمومی محلی

## سایت‌های رسمی
- "Official website: Reconstruction Agency". Tokyo: Reconstruction Agency. 2012. Retrieved 2012-06-04.
- 復興庁 [Official website: Reconstruction Agency] (به ژاپنی). Tokyo: Reconstruction Agency. 2012. Retrieved 2012-06-04.
- "Organization of Reconstruction Headquarters in response to the Great East Japan earthquake" (PDF). Tokyo: Reconstruction Agency. 2012. Archived from the original (PDF) on 19 January 2013. Retrieved 2012-06-04.
- 復興庁の組織について [Organization of the Reconstruction Agency] (PDF) (به ژاپنی). Tokyo: Reconstruction Agency. 2012. Archived from the original (PDF) on 6 May 2012. Retrieved 2012-06-04.
- "Reconstruction Design Council in response to the Great East Japan earthquake". Tokyo: Cabinet Secretariat. 2012. Retrieved 2012-06-04.